# Ambrosini (cognome)
Ambrosini è un cognome di lingua italiana.

## Origine e diffusione
ll cognome ha origini greche e deriva dal nome Ambrosius, che significa "immortale". La sua diffusione in Italia è legata al culto di Sant'Ambrogio, vescovo e protettore di Milano. Storicamente, il cognome Ambrosini è stato portato da diverse famiglie nobili, tra le quali la famiglia Ambrosini di Verona, quella di Bologna e quella più nota di Cremona. Oggi, il cognome è particolarmente presente nel nord Italia, con un nucleo principale tra Lombardia, Emilia Romagna e Veneto. In Italia, ci sono circa 2751 famiglie con questo cognome. La distribuzione mostra una maggiore concentrazione nel nord (59.6%), seguito dal centro (34,5%) e infine dal sud e isole (5.9%).